# Большая Новинка (Вологодская область)
Большая Новинка — деревня в Череповецком районе Вологодской области.
Входит в состав Мяксинского сельского поселения, с точки зрения административно-территориального деления — в Мяксинский сельсовет.
Расстояние по автодороге до районного центра Череповца — 21 км, до центра муниципального образования Мяксы — 8 км. Ближайшие населённые пункты — Кустец, Максаково, Костяево.
По всероссийской переписи 2002 года население — 14 человек.